# BMW Danmark
BMW Danmark A/S er en dansk bilimportør, der har sit domicil i København.
Virksomheden importerer og videresælger personbiler, motorcykler og reservedele i Danmark under mærkerne BMW og Mini. I 2022 solgte de biler, motorcykler og reservedele i Danmark til en værdi af ca. 3 mia. danske kroner. BMW Danmark blev etableret i 2001, og det er en del af BMW Group.